# Château de Saint-Aubin (Plédéliac)
Le château de Saint-Aubin  est un édifice situé à Plédéliac, en France.

## Localisation
Le château est situé sur le territoire de la commune de Plédéliac, dans le département des Côtes-d'Armor, en région Bretagne.

## Description
Le château est composé de plusieurs corps de bâtiments, implanté dans un vaste domaine forestier parcouru d'avenues et entouré d'un parc. Une orangerie est adossée à la façade sud du logis. Puits à superstructure en ferronnerie. Communs construits en pierre et brique. Présence d'une chasse à courre en terre cuite ornant le faîtage du toit réalisée dans les ateliers du village voisin de La Poterie.

## Historique
Le château est construit en 1900 (porte la date) pour la famille Palluel sur un site vierge de toute construction antérieure. Le choix de cet emplacement est probablement lié à la gestion du massif forestier (environ 1 200 hectares à l'époque) et aux activités de détente liées à celui-ci (chasse). À proximité on trouve des fermes formant un hameau et des vestiges de l'ancienne abbaye cistercienne éponyme (anciens logements). Le domaine passe en 1904 aux de Guényveau par mariage.
Il est recensé à l'inventaire général du patrimoine culturel.

## Iconographie
Armes de la famille Palluel sur la façade nord.